# 郭炤烈
郭炤烈 (1924年7月17日-2014年3月26日)，祖籍山西太原，生于台湾台中。是日本、东盟、台湾问题专家。

## 生平
毕业于台湾省立台中商业专科学校。1946年11月作为第一届台湾公费生赴北京大学法学院政治学系就学。加入台湾民主自治同盟，中国共产党。先后在南京人民广播电台、华东·上海人民广播电台、中央人民广播电台、上海人民广播电台工作。1977年进入上海国际问题研究所，研究日本的政治经济和对外关系、东盟的经济合作、亚太地区的经济合作、台湾的政治经济。担任了亚洲室主任、日本室主任、副所长、高级研究员（教授）。1979年、1986年赴日本亚洲经济研究所作客座研究员。1992-1993年在日本独协大学法学部任客座教授。另外，曾担任上海市台湾同胞联谊会第一至三届会长，全国台联的副会长和顾问，全国台湾研究会常务理事，上海市台湾研究会会长，上海市日本学会会长等职。为上海市第七届人民代表大会代表、上海市第五、六、七、八、九届政协委员，其中六、七届为常务委员兼市政协副秘书长，八、九届为委员兼港澳台侨委员会副主任。

## 著作
研究专著有：
- 《日本与东盟关系的历史与现状》（日本とASEANの関係の歴史と現状, アジア経済研究所, 1983年）
- 《日本和东盟》（知识出版社，1984年）
- 《新技术革命中的日本》（上海人民出版社，1985年）
- 《东盟的十五年》、《太平洋的今天和明天》（中国大百科全书出版社上海分社，1989年）
- 《日本的起飞和选择》（上海人民出版社，1993年）
- 《台湾问题概谈》、《台湾海峡两岸的共识和互信》（台海出版社，1999年）。

用中、日、英文发表多篇论文，其中《亚太地区经济的崛起和区域合作的酝酿》获上海市1979-1985年哲学社会科学论文奖。《新形式下的中日关系》获上海市社联1988-1991年学术成果奖。《“台独”是没有前途的》获1986-1993年上海社会科学优秀成果奖。
早在1961年参加日本电影《松川事件》的翻译。《中日和平友好条约》签署后，先后受上海电影译制厂的邀请和上海电视台的委托，翻译了《华丽的家族》、《生死恋》、《望乡》、《吟公主》、《猎人》、《风雪黄昏》和《姿三四郎》等日本影视剧。

## 家庭
- 父：郭炳炎
- 母：王桂
- 妻：周汉武（1928年出生），声乐家。
- 女：郭南燕（1962年出生），日本文学研究者。